# Чилієнь
Чилієнь, Чилієні (рум. Cilieni) — комуна у повіті Олт в Румунії. До складу комуни входить єдине село Чилієнь.
Комуна розташована на відстані 132 км на південний захід від Бухареста, 61 км на південь від Слатіни, 79 км на південний схід від Крайови.

## Населення
За даними перепису населення 2002 року у комуні проживали 3625 осіб.
Національний склад населення комуни:
| Національність | Кількість осіб | Відсоток |
| -------------- | -------------- | -------- |
| румуни         | 3616           | 99,8%    |
| цигани         | 7              | 0,2%     |
| угорці         | 1              | < 0,1%   |
| чанго          | 1              | < 0,1%   |

Рідною мовою назвали:
| Мова      | Кількість осіб | Відсоток |
| --------- | -------------- | -------- |
| румунська | 3616           | 99,8%    |
| циганська | 6              | 0,2%     |
| угорська  | 3              | 0,1%     |

Склад населення комуни за віросповіданням:
| Релігія        | Кількість осіб | Відсоток |
| -------------- | -------------- | -------- |
| православні    | 3609           | 99,6%    |
| греко-католики | 6              | 0,2%     |
| римо-католики  | 5              | 0,1%     |
| адвентисти     | 5              | 0,1%     |

## Зовнішні посилання
- Дані про комуну Чилієнь на сайті Ghidul Primăriilor [Архівовано 17 лютого 2012 у Wayback Machine.]